# Europapokal der Pokalsieger 1979/80
Der Europapokal der Pokalsieger 1979/80 war die 20. Ausspielung des Wettbewerbs der europäischen Fußball-Pokalsieger. 34 Klubmannschaften aus 33 Ländern nahmen teil, darunter Titelverteidiger FC Barcelona, 26 nationale Pokalsieger und 7 unterlegene Pokalfinalisten (Waterford FC, Aris Bonneweg, BSC Young Boys, Dynamo Moskau, Beroe Stara Sagora, FC Twente Enschede und AFC Wrexham). Wrexham trat als Finalist des Welsh Cup 1979 an, da es sich beim Sieger Shrewsbury Town um eine englische Mannschaft aus der Grenzregion handelte. Damit waren bis auf Liechtenstein, das noch nie am Wettbewerb beteiligt war, nach Jahren erstmals wieder alle europäischen Landesverbände vertreten.
Aus Deutschland waren DFB-Pokalsieger Fortuna Düsseldorf, aus der DDR FDGB-Pokalsieger 1. FC Magdeburg, aus Österreich ÖFB-Cupsieger SSW Innsbruck und aus der Schweiz Cupfinalist BSC Young Boys am Start.
Das Finale bestritten der FC Valencia und der FC Arsenal im Heysel-Stadion von Brüssel am 14. Mai 1980. Valencia gewann das Spiel mit 5:4 nach Elfmeterschießen, nachdem in 120 Minuten Spielzeit kein Treffer gefallen war.
Torschützenkönig wurde der Argentinier Mario Kempes vom FC Valencia mit 9 Toren.

## Modus
Die Teilnehmer spielten wie gehabt im reinen Pokalmodus mit Hin- und Rückspielen den Sieger aus. Gab es nach beiden Partien Torgleichstand, entschied die Anzahl der auswärts erzielten Tore (Auswärtstorregel). War auch deren Anzahl gleich fand im Rückspiel eine Verlängerung statt, in der auch die Auswärtstorregel galt. Herrschte nach Ende der Verlängerung immer noch Gleichstand, wurde ein Elfmeterschießen durchgeführt. Das Finale wurde in einem Spiel auf neutralem Platz entschieden. Bei unentschiedenem Spielstand nach Verlängerung wäre der Sieger ebenfalls in einem Elfmeterschießen ermittelt worden.

## Vorrunde
Die Hinspiele fanden am 15./21. August, die Rückspiele am 8. September 1979 statt.
|                  | Gesamt |               | Hinspiel | Rückspiel |
| ---------------- | ------ | ------------- | -------- | --------- |
| Boldklubben 1903 | 7:0    | APOEL Nikosia | 6:0      | 1:0       |
| Glasgow Rangers  | 3:0    | Lillestrøm SK | 1:0      | 2:0       |

## 1. Runde
Die Hinspiele fanden am 12./19. September, die Rückspiele am 3./5. Oktober 1979 statt.
|                  | Gesamt |                     | Hinspiel | Rückspiel |
| ---------------- | ------ | ------------------- | -------- | --------- |
| Sliema Wanderers | 2:9    | Boavista Porto      | 2:1      | 0:8       |
| Dynamo Moskau    | 1      | KS Vllaznia Shkodra |          |           |
| Juventus Turin   | 3:2    | Rába ETO Győr       | 2:0      | 1:2       |
| Arka Gdynia      | 3:4    | Beroe Stara Sagora  | 3:2      | 0:2       |
| Glasgow Rangers  | 2:1    | Fortuna Düsseldorf  | 2:1      | 0:0       |
| BSC Young Boys   | 2:8    | Steaua Bukarest     | 2:2      | 0:6       |
| Panionios Athen  | 5:3    | FC Twente Enschede  | 4:0      | 1:3       |
| AFC Wrexham      | 5:7    | 1. FC Magdeburg     | 3:2      | 2:5 n. V. |
| Lahden Reipas    | 0:2    | FC Aris Bonneweg    | 0:1      | 0:1       |
| SSW Innsbruck    | 1:3    | Lokomotíva Košice   | 1:2      | 0:1       |
| K. Beerschot VAC | 1:2    | NK Rijeka           | 0:0      | 1:2       |
| Boldklubben 1903 | 2:6    | FC Valencia         | 2:2      | 0:4       |
| FC Arsenal       | 2:0    | Fenerbahçe Istanbul | 2:0      | 0:0       |
| IFK Göteborg     | 2:1    | Waterford FC        | 1:0      | 1:1       |
| Cliftonville FC  | 0:8    | FC Nantes           | 0:1      | 0:7       |
| ÍA Akranes       | 0:6    | FC Barcelona        | 0:1      | 0:5       |

## 2. Runde
Die Hinspiele fanden am 24. Oktober, die Rückspiele am 7. November 1979 statt.
|                    | Gesamt    |                 | Hinspiel | Rückspiel |
| ------------------ | --------- | --------------- | -------- | --------- |
| FC Arsenal         | 4:3       | 1. FC Magdeburg | 2:1      | 2:2       |
| FC Aris Bonneweg   | 02:11     | FC Barcelona    | 1:4      | 1:7       |
| Panionios Athen    | 1:2       | IFK Göteborg    | 1:0      | 0:2       |
| Lokomotíva Košice  | 2:3       | NK Rijeka       | 2:0      | 0:3       |
| FC Nantes          | 5:3       | Steaua Bukarest | 3:2      | 2:1       |
| Dynamo Moskau      | (a)1:1(a) | Boavista Porto  | 0:0      | 1:1       |
| Beroe Stara Sagora | 1:3       | Juventus Turin  | 1:0      | 0:3 n. V. |
| FC Valencia        | 4:2       | Glasgow Rangers | 1:1      | 3:1       |

## Viertelfinale
Die Hinspiele fanden am 5. März, die Rückspiele am 19. März 1980 statt.
|               | Gesamt |                | Hinspiel | Rückspiel |
| ------------- | ------ | -------------- | -------- | --------- |
| Dynamo Moskau | 3:4    | FC Nantes      | 0:2      | 3:2       |
| NK Rijeka     | 0:2    | Juventus Turin | 0:0      | 0:2       |
| FC Barcelona  | 3:5    | FC Valencia    | 0:1      | 3:4       |
| FC Arsenal    | 5:1    | IFK Göteborg   | 5:1      | 0:0       |

## Halbfinale
Die Hinspiele fanden am 9. April, die Rückspiele am 23. April 1980 statt.
|            | Gesamt |                | Hinspiel | Rückspiel |
| ---------- | ------ | -------------- | -------- | --------- |
| FC Nantes  | 2:5    | FC Valencia    | 2:1      | 0:4       |
| FC Arsenal | 2:1    | Juventus Turin | 1:1      | 1:0       |

## Finale
| FC Valencia                                          | FC Valencia | FC Arsenal | FC Arsenal |
| ---------------------------------------------------- | --- | --- | ---------- |
| FC Valencia                                          | \| 14. Mai 1980 in Brüssel (Heysel-Stadion) \| \| Ergebnis: 0:0 n. V., 5:4 i. E. \| \| Zuschauer: 40.000 \| \| Schiedsrichter: Vojtěch Christov ( Tschechoslowakei) \|                                                                   | \| 14. Mai 1980 in Brüssel (Heysel-Stadion) \| \| Ergebnis: 0:0 n. V., 5:4 i. E. \| \| Zuschauer: 40.000 \| \| Schiedsrichter: Vojtěch Christov ( Tschechoslowakei) \|                                                | FC Arsenal |
| FC Valencia                                          | Carlos Pereira – Ricardo Arias – José Carrete, Miguel Tendillo , Manuel Botubot – Daniel Solsona, Rainer Bonhof, Javier Subirats (112. Ángel Castellanos), Pablo Rodríguez – Enrique Saura, Mario Kempes Cheftrainer: Alfredo Di Stéfano | Pat Jennings – Pat Rice , David O’Leary, Willie Young, Sammy Nelson – Brian Talbot, Liam Brady, Alan Sunderland, David Price (106. John Hollins) – Frank Stapleton, Graham Rix Cheftrainer: Terry Neill ( Nordirland) | FC Arsenal |
| FC Valencia                                          | Elfmeterschießen | | FC Arsenal |
| FC Valencia                                          | Mario Kempes 1:0 Daniel Solsona 2:1 Pablo Rodríguez 3:2 Ángel Castellanos 4:3 Rainer Bonhof 5:4 Ricardo Arias | Liam Brady 1:1 Frank Stapleton 2:2 Alan Sunderland 3:3 Brian Talbot 4:4 John Hollins Graham Rix | FC Arsenal |
| FC Valencia                                          | José Carrete | Alan Sunderland | FC Arsenal |
| 14. Mai 1980 in Brüssel (Heysel-Stadion)             | | |            |
| Ergebnis: 0:0 n. V., 5:4 i. E.                       | | |            |
| Zuschauer: 40.000                                    | | |            |
| Schiedsrichter: Vojtěch Christov ( Tschechoslowakei) | | |            |